# アレクサンダー・ファン・オラニエ＝ナッサウ (1818-1848)
アレクサンダー・ファン・オラニエ＝ナッサウ（Alexander van Oranje-Nassau, 1818年8月2日 - 1848年2月20日）は、オランダの王族・軍人。全名はヴィレム・アレクサンダー・フレデリック・コンスタンティン・ニコラース・ミヒール（Willem Alexander Frederik Constantijn Nicolaas Michiel）で、家族からは「サーシャ（Sasja）」と呼ばれた。オランダ王ウィレム2世の次男。

## 生涯
アレクサンダーは1818年8月2日、オラニエ公ウィレム（後のオランダ王ウィレム2世）とその妃であったロシア皇帝パーヴェル1世の皇女アンナの間に第二子としてスーストダイク宮殿（ユトレヒト州バールン）で生まれた。彼は乗馬の名手であり、陸軍に勤務して最終的には陸軍中将（luitenant-generaal）に任じられ、歿するまで騎兵総監（inspecteur der cavalerie）の職にあった。また、オランダ王立陸軍の機甲連隊Regiment Huzaren Prins Alexanderは彼を記念して名付けられたものである。
1840年頃、アレクサンダーに対してスペイン女王イサベル2世との縁談が提案されたが、イサベル2世がカトリックであったためウィレム2世はこれを一蹴した。またイギリス女王ヴィクトリアとの縁談もあったがこちらも成立せず、結局アレクサンダーは終生独身であった。
アレクサンダーは結核に罹り、1847年11月に療養のためマデイラ島へ移った。しかしその甲斐なく1848年2月20日に同地で歿した。29歳であった。墓所はデルフトの新教会にある。